# Председнички избори у Колумбији 2022.
Избори за председника Колумбије биће одржани 29. маја 2022. године. Ако ниједан кандидат не освоји већину гласова у првом кругу, други круг избора биће одржан 19. јуна. Актуелни председник Иван Дуке нема право на други мандат.

## Резултати
| Кандидат                      | Кандидат                      | Коалиција                      | Гласови    | % |
| ----------------------------- | ----------------------------- | ------------------------------ | ---------- | - |
|                               | Густаво Петро                 | Историјски пакт                |            |   |
|                               | Родолфо Ернандез              | Лига антикорупционих гувернера |            |   |
|                               | Федерико Гутијерез            | Тим за Колумбију               |            |   |
|                               | Серхио Фахардо                | Коалиција центар наде          |            |   |
|                               | Енрике Гомез                  | Покрет националног спаса       |            |   |
|                               | Џон Милтон Родригез           | Фер и слободна Колумбија       |            |   |
| Укупно                        |                               |                                |            |   |
|                               |                               |                                |            |   |
| Важећи гласови                |                               |                                |            |   |
| Неважећи/празни гласови       |                               |                                |            |   |
| Укупни гласови                |                               |                                |            |   |
| Регистровани бирачи/излазност | Регистровани бирачи/излазност | Регистровани бирачи/излазност  | 39.002.239 |   |
| Извор:                        |                               |                                |            |   |